# Aegiceras corniculatum
Espèce
Aegiceras corniculatum est une espèce de plantes à fleurs de la famille des Primulaceae. Elle est  communément appelée mangrove noire, mangrove fluviale, mangrove à corne de chèvre, ou khalsi. C'est une espèce d'arbuste ou d'arbre de la mangrove, avec une distribution dans les zones côtières et d'estuaires allant de l'Inde à l'Asie du Sud-Est jusqu'au sud de la Chine, de la Nouvelle-Guinée et de l'Australie.

## Description
Aegiceras corniculatum pousse comme un arbuste ou un petit arbre jusqu'à 7 m de haut, bien que souvent considérablement moins. Ses feuilles sont alternes, obovales, longues de 30–100 mm et larges de 15–50 mm, entières, coriaces et finement pointillées. Ses fleurs blanches, petites et parfumées, sont produites en grappes ombelles de 10 à 30, avec un pédoncule atteignant 10 mm de long et des pédicelles de 10–18 mm de long. Le calice mesure 2–4 mm de long et la corolle 4-6 mm de long. Le fruit est courbé et cylindrique ou en forme de corne, de couleur vert clair à rose et de 20–75 mm de long. Il pousse dans la boue des estuaires et des criques de marée, souvent à la limite maritime de la zone de mangrove.
L'espèce intéresse de nombreux papillons de nuit, notamment les espèces des genres Anarsia, Archips et Phyllocnistis, ainsi que les espèces Darna trima, Gonodontis clelia et Neurozerra conferta.

## Utilisations médicinales
L'extrait d'« Aegiceras corniculatum » possède des propriétés analgésiques qui soutient la lutte contre le diabète. Les tiges de la plante contiennent jusqu'à sept composés, dont : le 2-méthoxy-3-nonylrésorcinol, la 5-O-éthylembéline, la 2-O-acétyl-5-O-méthylembéline, la 3,7-dihydroxy-2,5-diundécylnaphtoquinone, la 2,7-dihydroxy-8-méthoxy-3,6-diundécyldibenzofuran-1,4-dione, la 2,8-dihydroxy-7-méthoxy-3,9-diundécyldibenzofuran-1,4-dione (6) et la 10-hydroxy-4-O-méthyl-2,11-diundécylgomphilactone,.

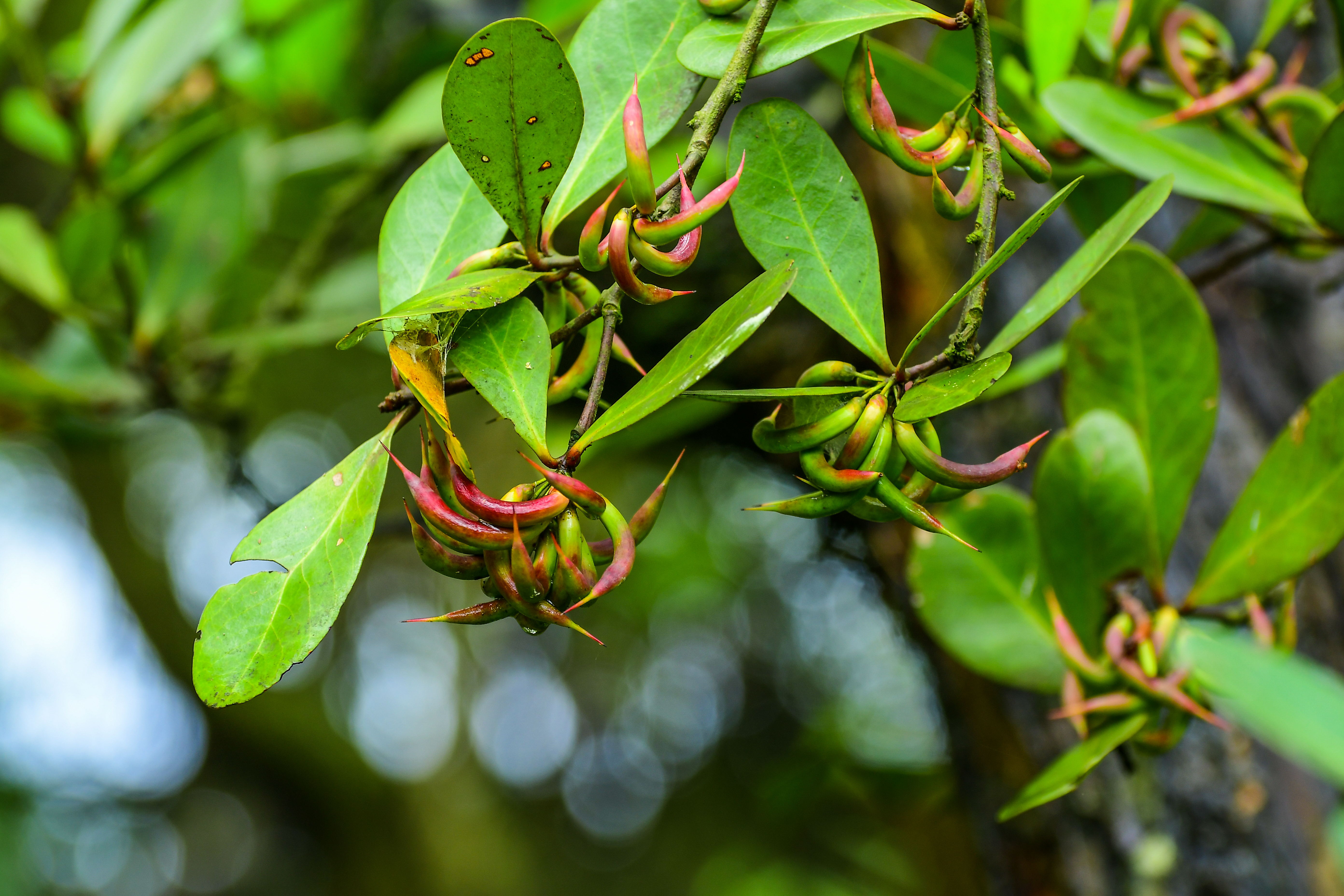
Graines de Aegiceras corniculatum

## Systématique
Le nom correct complet (avec auteur) de ce taxon est Aegiceras corniculatum (L.) Blanco.
L'espèce a été initialement classée dans le genre Rhizophora sous le basionyme Rhizophora corniculata L..
Ce taxon porte en français le nom vernaculaire ou normalisé suivant : aegicère cornue.
Aegiceras corniculatum a pour synonymes :
- Aegiceras fragrans J.Koenig
- Aegiceras fragrans K.D.Koenig
- Aegiceras majus Gaertn.
- Aegiceras malaspinaea A.DC.
- Aegiceras minus A.DC.
- Aegiceras obcordatum Steud.
- Aegiceras obovatum Blume
- Crateva corniculatum (L.) L.
- Malaspinaea laurifolia C.Presl
- Rhizophora aegiceras J.F.Gmel.
- Rhizophora corniculata L.
- Umbraculum corniculatum (L.) Kuntze

### Étymologie
Le nom de genre Aegiceras corniculatum signifie en grec « les fruits sont courbés en corne » : aigo « chèvre » et keras « corne »